# Йобст Николаус I (Хоенцолерн)
Йобст Николаус I фон Хоенцолерн (на немски: Jobst Nikolaus I von Hohenzollern, Jost Nikolaus I, Jos Nikolaus I, * 1433, † 9 февруари 1488) от швабската линия на Хоенцолерните е граф на Хоенцолерн от 1433 до 1488 г.
Той е син на граф Айтел Фридрих I (1384–1439) и фрайхерин Урсула фон Рецюнс († 17 февруари 1477), дъщеря наследничка на Георг Брун фон Рецюнс.
Той построява отново замък Хоенцолерн, резиденцията на Хоенцолерните и възстановява отново могъщността на фамилията. След дълги наследствени караници Цолерните наследяват 1461 г. господството Рецюнс (в кантон Граубюнден, Швейцария).

## Фамилия
През 1448 г. Йобст Николаус I се жени за графиня Агнес фон Верденберг-Хайлигенберг (1434-1467). Нейният брат е Йохан II фон Верденберг, епископ на Аугсбург (1469–1486).
Te имат децата:
- Фридрих (* 1451, † 8 март 1505), от 1486 епископ на Аугсбург
- Айтел Фридрих II (* 1452, † 1512), граф на Хоенцолерн, 1482 се жени за Магдалена фон Бранденбург (1460–1496)
- Айтел Фридрих Млади (* 1454, † 27 юни 1490), холандски адмирал
- Фридрих Албрехт († 16 юли 1483), убит като императорски полковник пред Утрехт
- Фридрих Йохан († 18 ноември 1483), убит като императорски полковник в битката при Дендермонде
- Хелена († 11 ноември 1514), ∞ на 20 октомври 1484 г. в Хехинген за Йохан III фон Валдбург-Цайл/II, трушсес на Валдбург-Цайл-Волфег († 19 октомври 1511)